# جایزه بزرگ کانادا ۱۹۷۶
جایزه بزرگ کانادا ۱۹۷۶ (انگلیسی: ‎1976 Canadian Grand Prix‎) یک مسابقهٔ موتوری در رشتهٔ اتومبیل‌رانی فرمول یک بود که در تاریخ ۳ اکتبر ۱۹۷۶ در میدان مسابقه بین‌المللی موسپورت واقع در بومن‌ویل، انتاریو، کانادا برگزار شد. این گراند پری در میان ۱۶ گراند پری در فصل ۱۹۷۶، مسابقهٔ شمارهٔ ۱۴ بود.
در این مسابقه که در ۸۰ دور و به مسافت ۳۱۶٫۵۶ کیلومتر (۱۹۶٫۷۰۱ مایل) برگزار شد، پول پوزیشن توسط جیمز هانت کسب شد و سریع‌ترین زمان برای طی یک دور پیست که برابر با ۱:۱۳٫۸۱۷ بود نیز توسط پاتریک دیپلر به ثبت رسید.
جیمز هانت از تیم مک‌لارن-فورد، پاتریک دیپلر از تیم تایرل-فورد و ماریو اندرتی از تیم لوتوس-فورد به‌ترتیب مقام‌های اول تا سوم مسابقه را کسب کردند.

## رده‌بندی قهرمانی پس از مسابقه
| جایگاه | راننده       | امتیاز |
| ------ | ------------ | ------ |
| ۱      | نیکی لائودا  | ۶۴     |
| ۲      | جیمز هانت    | ۵۶     |
| ۳      | جودی شکتر    | ۴۳     |
| ۴      | پاتریک دیپلر | ۳۳     |
| ۵      | کلی رگاتزونی | ۲۹     |
| منبع:  |              |        |

| جایگاه | سازنده      | امتیاز  |
| ------ | ----------- | ------- |
| ۱      | فراری       | ۷۷      |
| ۲      | مک‌لارن-فورد | ۶۱ (۶۲) |
| ۳      | تایرل-فورد  | ۵۹      |
| ۴      | لیجیه-ماترا | ۲۰      |
| ۵      | پنسکی-فورد  | ۲۰      |
| منبع:  |             |         |

یادداشت
- تنها پنج جایگاه نخست از هر رده‌بندی نمایش داده شده‌است.